# Port lotniczy Vilo Acuña
Port lotniczy Vilo Acuña – międzynarodowe lotnisko na Kubie, zlokalizowane na wyspie Cayo Largo del Sur.